# Coleophora albovanescens
Espèce
Coleophora albovanescens est une espèce de petits lépidoptères (papillons) de la famille des Coleophoridae. On le trouve en Amérique du Nord, plus particulièrement dans les États de New York et de la Nouvelle-Écosse.

## Systématique
L'espèce Coleophora albovanescens a été décrite en 1926 par Carl Heinrich (d).

## Description
La larve se nourrit sur  Betula, Fagus, Fraxinus, Tilia et Charme-houblon. Elle se fabrique un cocon en forme de pistolet.